# Caradrina perspicua
Caradrina perspicua är en fjärilsart som beskrevs av Alfred Philpott. Caradrina perspicua ingår i släktet Caradrina och familjen nattflyn. Inga underarter finns listade i Catalogue of Life.